# Katunje Besi
Katunje Besi (nep. कटुञ्जे बेंसी) – gaun wikas samiti w środkowej części Nepalu w strefie Bagmati w dystrykcie Kavrepalanchok. Według nepalskiego spisu powszechnego z 2001 roku liczył on 447 gospodarstw domowych i 2433 mieszkańców (1214 kobiet i 1219 mężczyzn).